# ادخال (کانی)
ادخال (انگلیسی: Inclusion) در کانی‌شناسی به ماده‌ای گفته می‌شود که در زمان شکل‌گیری کانی در داخل آن به دام افتاده باشد. در گوهرشناسی، آخال جسمی مشخص است که درون سنگ گوهر قرار گرفته، یا به سطح آن راه پیدا کرده‌است.

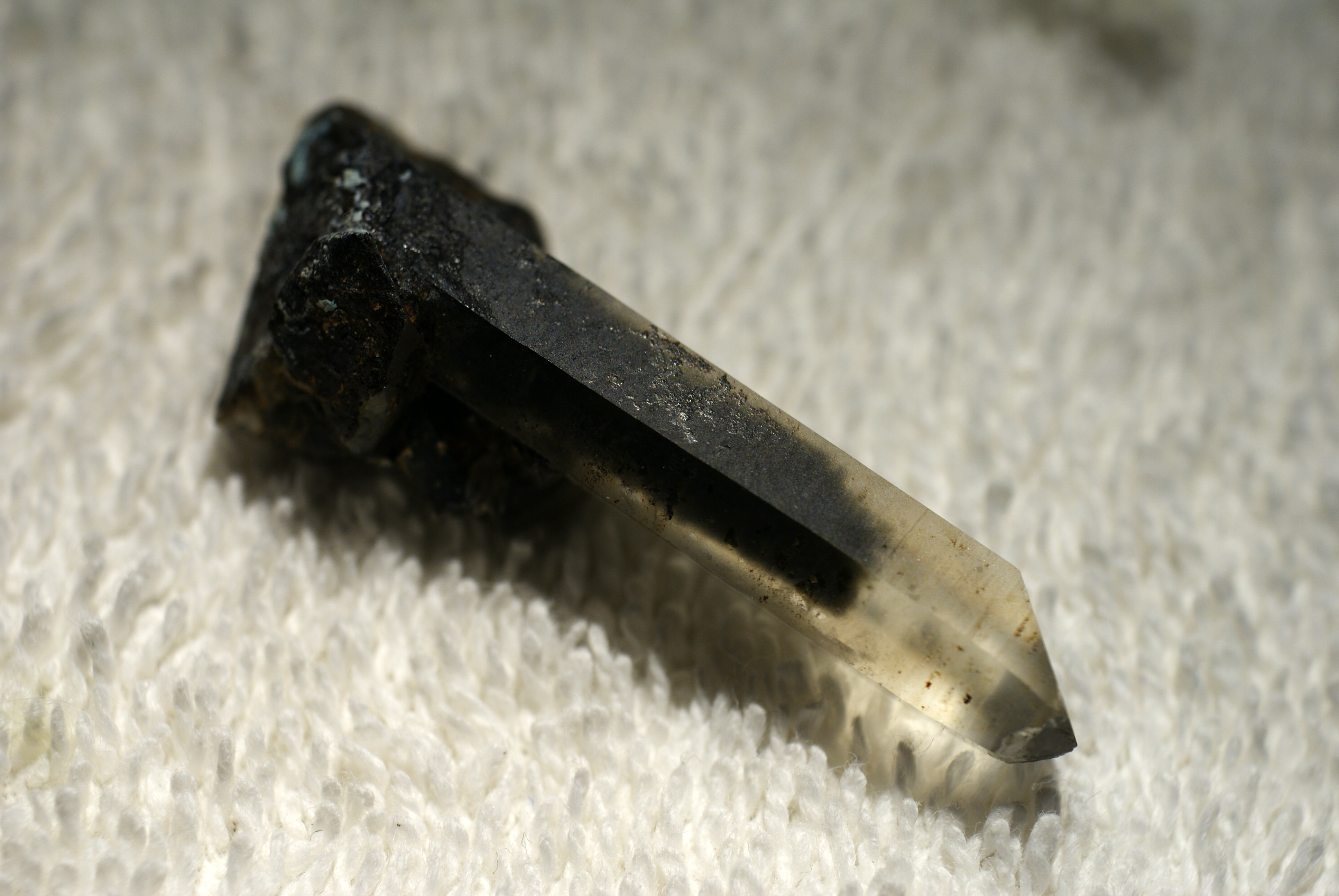
بلور کوارتز همراه آخال کلینوکلر

## کانی‌شناسی
آخالها اغلب دیگر کانیها یا سنگ‌ها هستند، همچنین می‌توانند آب، گاز یا نفت باشند. آخالهای مایع یا بخار به عنوان آخالهای سیال شناخته می‌شوند. در کهربا حتی ممکن است حشره یا گیاه باشد.
آنالیز هوای محبوس در حباب‌های محبوس در مغزه یخی یک ابزار مهم در بررسی تغییر اقلیم است. بیگانه‌سنگ سنگی بوده‌است که توسط گدازه احاطه شده‌است. آخالهای مذاب وقتی به وجود می ایند که ذرات مذاب در داخل بلورهای در حال شکل‌گیری در مذاب محبوس شوند.

## گوهرشناسی
در ارزیابی گوهرها، آخالها از فاکتورهای مهم بشمار می‌آیند. در بسیاری از گوهرها (مانند الماس) ناخالصی‌ها بر روی وضوح الماس تأثیر می‌گذارند و ارزش سنگ را کم می‌کنند. هر چند در بعضی سنگها، مانند یاقوت کبود ستاره دار، آخالها باعث بالا رفتن ارزش سنگ می‌شوند.
بسیاری از گوهرهای رنگی مانند آمیتیست، یاقوت کبود و زمرد، انتظار می‌رود که حاوی آخال باشند و آخالها تأثیر عمده ای روی ارزش سنگ ندارند. 
گوهرهای رنگی به سه دسته تقسیم می‌شوند:
- نوع I شامل سنگهایی بدون یا با مقدار بسیار کم آخال، مانند زبرجد هندی، زیرکن و آکوامارین
- نوع I شامل سنگهایی که اندکی آخال دارند، مانند یاقوت کبود، یاقوت سرخ، لعل و اسپینل
- نوع III شامل سنگهایی که اغلب آخال دارند، سنگهای این دسته شامل زمرد و تورمالین هستند.

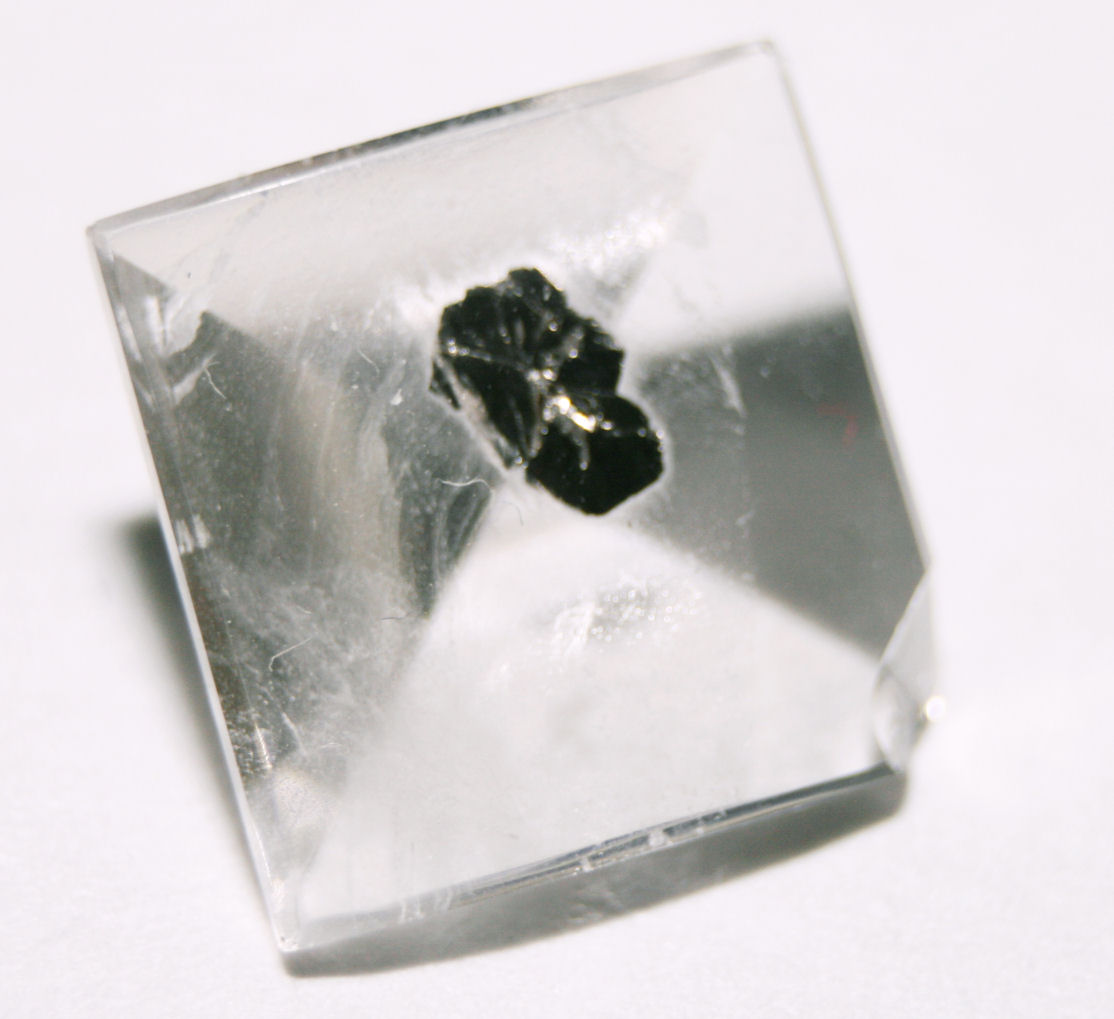
گوهر تمیز با آخال فلزی.
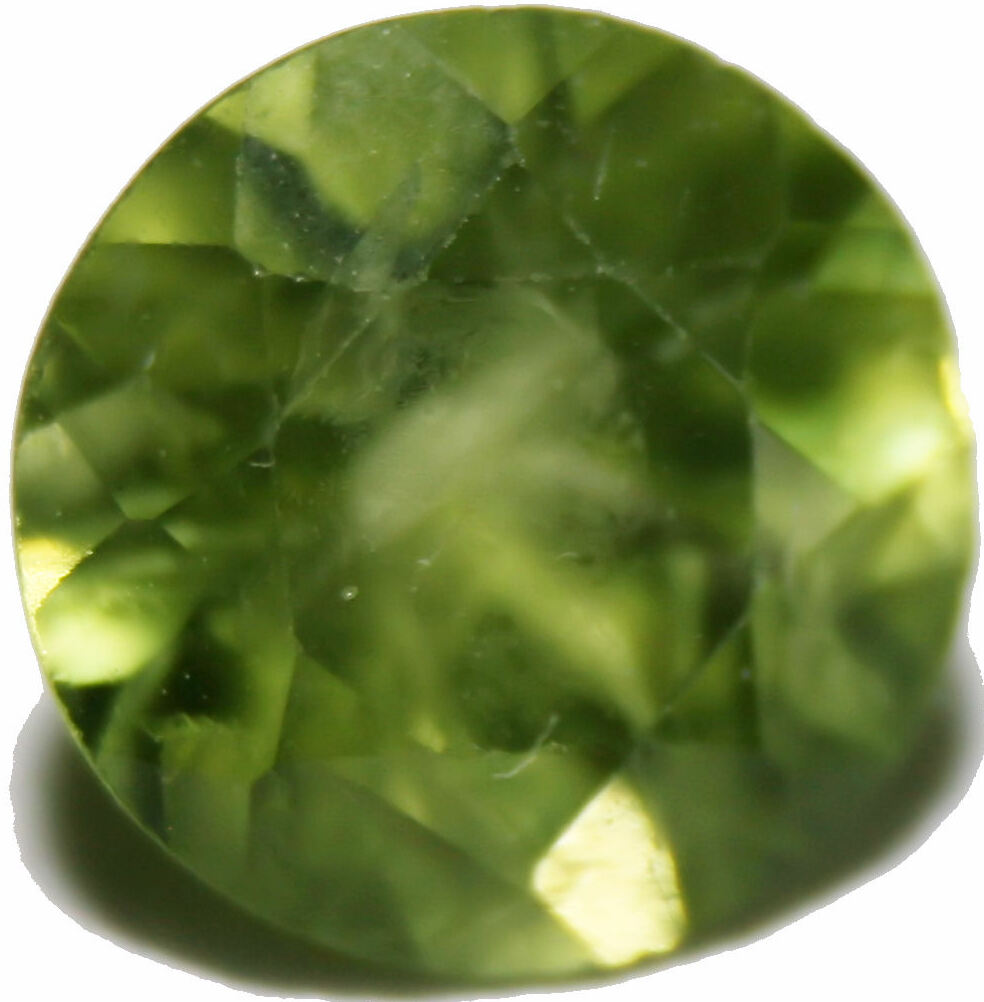
زبرجد با تراش گرد و آخال شیری.
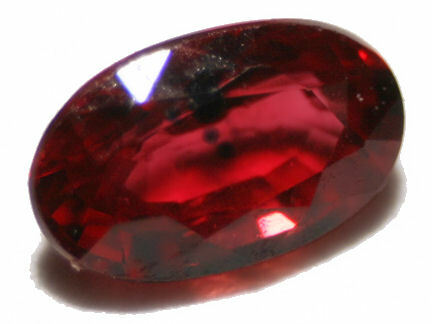
یاقوت سرخ تراش خورده دارای آخال.

## متالورژی
اصطلاح آخال در متالورژی و ذوب فلزات نیز کاربرد دارد. در حین ذوب ذرات سخت مانند اکسیدها می‌توانند داخل مذاب تشکیل شده یا از بیرون وارد آن شوند و در هنگام انجماد در داخل آن باقی بمانند. این آخالها روی عملکرد فلز اثر منفی دارند و به عنوان نقاط تمرکز تنش یا نقطه شروع ترک‌های خستگی محسوب می‌شوند.